# La canzone del secolo
La canzone del secolo è stato un programma televisivo italiano andato in onda in prima serata per undici puntate su Canale 5 dal 30 gennaio al 21 marzo 1999. Si trattava di un varietà musicale condotto da Pippo Baudo. Alla trasmissione ha partecipato, in qualità di showgirl, Valeria Marini, sostituita dal 5 marzo da Alba Parietti. La regia era di Pier Francesco Pingitore. 

## Puntate
| Puntata | Data             | Programmazione | Programmazione | Programmazione | Programmazione | Programmazione | Programmazione | Programmazione | Fascia oraria |
| Puntata | Data             | L              | M              | M              | G              | V              | S              | D              | Fascia oraria |
| ------- | ---------------- | -------------- | -------------- | -------------- | -------------- | -------------- | -------------- | -------------- | ------------- |
| 1       | 30 gennaio 1999  |                |                |                |                |                |                |                | Prima serata  |
| 2       | 6 febbraio 1999  |                |                |                |                |                |                |                | Prima serata  |
| 3       | 13 febbraio 1999 |                |                |                |                |                |                |                | Prima serata  |
| 4       | 20 febbraio 1999 |                |                |                |                |                |                |                | Prima serata  |
| 5       | 5 marzo 1999     |                |                |                |                |                |                |                | Prima serata  |
| 6       | 6 marzo 1999     |                |                |                |                |                |                |                | Mezzogiorno   |
| 7       | 7 marzo 1999     |                |                |                |                |                |                |                | Mezzogiorno   |
| 8       | 12 marzo 1999    |                |                |                |                |                |                |                | Prima serata  |
| 9       | 13 marzo 1999    |                |                |                |                |                |                |                | Mezzogiorno   |
| 10      | 14 marzo 1999    |                |                |                |                |                |                |                | Mezzogiorno   |
| 11      | 21 marzo 1999    |                |                |                |                |                |                | Pomeriggio     |               |

## La trasmissione
La trasmissione, articolata in undici puntate, si prefiggeva come obiettivo quello di eleggere la migliore canzone del XX secolo. In ogni puntata, un gruppo di artisti esordienti accompagnati da cantanti già noti (in qualità di padrini) eseguivano dieci canzoni famose del secolo che si stava concludendo. Nell'ultima puntata, i brani vincitori di ogni puntata si sono scontrati nella sfida finale. Le canzoni preferite venivano elette dal pubblico a casa tramite il meccanismo del televoto.
Tra gli artisti che hanno partecipato alla trasmissione, Maurizio Vandelli, Leda Battisti, Riccardo Fogli, Enrico Ruggeri, Silvia Salemi, Marco Del Freo, Edoardo Vianello, Paolo Vallesi, Paola & Chiara, Ivana Spagna, gli Stadio, i Dirotta su Cuba, Drupi, Grazia Di Michele, Fred Bongusto, Fiordaliso, Bruno Lauzi, Nek, Mario Merola, Gigi D'Alessio, Syria, Alex Baroni, Francesco Baccini, Neri per Caso, Marco Masini e Rita Forte. L'orchestra era diretta da Pippo Caruso.
Il programma è stato condotto da Pippo Baudo con la partecipazione, in qualità di primadonna, di Valeria Marini, sostituita da Alba Parietti nelle ultime puntate. I momenti comici erano curati da Pippo Franco, Martufello e Alex Violini.

### Successo e accoglienza
Il programma, particolarmente atteso per la stagione invernale di Canale 5 del 1999, fu anticipato da alcune polemiche da parte del conduttore Pippo Baudo al Festival di Sanremo 1999. Nonostante il conduttore avesse affermato che la trasmissione non era proposta come un "anti-Sanremo", la critica la giudicò inevitabilmente come tale.
Nonostante le aspettative, la trasmissione non ha ottenuto il successo sperato fin dalla prima puntata, che registrò poco più di 5 milioni di telespettatori, due in meno rispetto al diretto competitor Per tutta la vita, in onda su Rai 1 con la conduzione di Fabrizio Frizzi e Romina Power. La seconda puntata scese a 4 milioni di telespettatori, calando ulteriormente alla terza, che si attestò a 3 milioni e mezzo e il 15% di share. Il programma fu quindi più volte spostato nel palinsesto, venendo rimosso dalla serata del sabato e andando in seguito ad occupare le prime serate della domenica e infine del venerdì. Una delle cause dell'insuccesso, secondo Pippo Baudo, fu l'impossibilità da parte del conduttore di intervenire sulla scrittura del programma per modellarlo a suo favore. In seguito a questa trasmissione, ultima di una serie di programmi da lui condotti con tiepidi risultati sulle reti private, il conduttore è entrato in polemica con il direttore di Canale 5 Maurizio Costanzo, e dopo breve tempo ha lasciato le reti Mediaset.